# Rudolf Agricola (Dichter)
Rudolf Agricola, eigentlich Baumann (* 1490 in Wasserburg am Bodensee (Grafschaft Montfort); † 4. März 1521 in Krakau) war ein deutscher Drucker und Autor. Er wurde von Kaiser Maximilian I. zum Dichter gekrönt.
Agricola ging erst nach Rottweil und Leipzig, von da nach Breslau, wo derzeit Laurentius Corvinus weilte. 1510 ging er an die Universität Krakau. Dort war Agricola Schüler des Michael Falkner von Breslau und des Paulus Crosnensis. Agricola verblieb und lehrte selbst an der Universität in Krakau. 1514 ging er nach Gran und von da nach Wien, um 1515 am Treffen des Kaisers Maximilian I. teilzunehmen, wo er (wahrscheinlich) auch gekrönt wurde. Er begleitete dann Johann Eck nach Ingolstadt zurück, ging 1515/16 nach Mähren und wieder nach Krakau. 1519 wurde er Praeceptor der italienischen Begleiter der aus Mailand kommenden polnischen Königin Bona Sforza.
Aus seinem Briefwechsel mit Joachim Vadian, bei dem er in Wien wohnte und mit dem er auch reiste, geht hervor, dass er Krakau verlassen wollte, aus Gram über die sich einsetzenden deutschfeindlichen Zustände. Er war im Begriff, nach Wien, in die Schweiz oder in seine Heimat zurückzukehren, als er in Krakau schon 1521 verstarb, wahrscheinlich an Flecktyphus.
Grimm nimmt an, dass Agricola selbst druckte, welches jedoch nicht gesichert ist.